# Karl Julius Jensen
Karl Julius Jensen kaldtes populært "Sorte Carl" og "Skovkungen" (1. Januar 1888 i København- 31. oktober 1965 i København) var en dansk snedker atlet medlem af AIK 95 i København og deltog i terrænløbet ved OL 1912 i Stockholm og genemførte ikke individuelt og nummer fem i holdkonkurrencen. Han vandt fem danske mesterskaber. Han vandt Fortunløbet 1910 og 1912.

## Danske mesterskaber
- Sølv 1912 1500 meter ?
- Guld 1911 1500 meter 4:27.4
- Guld 1911 5000 meter 16:29.4
- Sølv 1911 10.000 meter 35:25.0
- Guld 1910 1500 meter 4:25.6
- Guld 1910 5000 meter 16:55.0
- Guld 1909 1 dansk mil 25:30.8

## Danske rekorder
- 1500 meter: 4,22,4 1909
- 3000 meter: 9,29,4 1909
- 5000 meter: 16,26,0 1909
- 20km: 1,14,37,0 1909